# Jacques Toubon
Jacques Toubon (ur. 29 czerwca 1941 w Nicei) – francuski polityk i prawnik, były minister w kilku rządach i zastępca mera Paryża, parlamentarzysta oraz eurodeputowany.

## Życiorys
Ukończył studia z zakresu prawa publicznego. Absolwent Institut d’études politiques de Lyon. W 1965 uzyskał promocję w École nationale d’administration. Pracował jako urzędnik w administracji publicznej. W drugiej połowie lat 60. był dyrektorem biura prefekta departamentu Pireneje Atlantyckie. Następnie wchodził w skład gabinetów politycznych różnych ministrów, w latach 1974–1976 był doradcą premiera Jacques’a Chiraca. W połowie lat 70. przystąpił do nowo powołanego gaullistowskiego Zgromadzenia na rzecz Republiki. Był krajowym przedstawicielem RPR ds. wyborów, zastępcą sekretarza generalnego, a w latach 1984–1988 sekretarzem generalnym tej partii.
Od 1983 do 2001 zajmował stanowisko zastępcy mera 13. dzielnicy Paryża. Od 1981 do 1993 pełnił funkcję deputowanego do Zgromadzenia Narodowego. Z mandatu zrezygnował w związku z objęciem w rządzie Édouarda Balladura stanowiska ministra ds. kultury i Frankofonii. Następnie w obu gabinetach Alaina Juppé sprawował urząd ministra sprawiedliwości (1995-1997).
Bez powodzenia kandydował w wyborach parlamentarnych w 1997 i 2002, przegrywając z przedstawicielem socjalistów. W 2004 z ramienia Unii na rzecz Ruchu Ludowego został wybrany w skład Parlamentu Europejskiego. Nie ubiegał się o reelekcję w 2009.
W 2014, po śmierci Dominique'a Baudisa, objął urząd francuskiego ombudsmana (défenseur des droits). Pełnił tę funkcję do 2020.